# Neuseeländische Cricket-Nationalmannschaft in Indien in der Saison 1995/96
Die Tour der neuseeländischen Cricket-Nationalmannschaft nach Indien in der Saison 1995/96 fand vom 18. Oktober bis zum 29. November 1995 statt. Die internationale Cricket-Tour war Bestandteil der Internationalen Cricket-Saison 1995/96 und umfasste drei Tests und fünf ODIs. Indien gewann die Test-Serie 1–0 und die ODI-Serie 3–2.

## Vorgeschichte
Für beide Mannschaften war es die erste Tour der Saison. Das letzte Aufeinandertreffen der beiden Mannschaften bei einer Tour fand in der Saison 1993/94 in Neuseeland statt.

## Stadien
Die folgenden Stadien wurden für die Tour als Austragungsort vorgesehen.
| Stadion                              | Stadt      | Kapazität | Spiele  |
| ------------------------------------ | ---------- | --------- | ------- |
| Gandhi Stadium                       | Amritsar   | 16.000    | 2. ODI  |
| M. Chinnaswamy Stadium               | Bangalore  | 42.000    | 1. Test |
| M. A. Chidambaram Stadium            | Chennai    | 46.000    | 2. Test |
| Barabati Stadium                     | Cuttack    | 45.000    | 3. Test |
| Keenan Stadium                       | Jamshedpur | 19.000    | 1. ODI  |
| Jawarharlal Nehru Stadium            | Margao     | 19.000    | 3. ODI  |
| Brabourne Stadium                    | Mumbai     | 25.000    | 6. ODI  |
| Vidarbha Cricket Association Stadium | Nagpur     | 45.000    | 5. ODI  |
| Subrata Roy Sahara Stadium           | Pune       | 42.000    | 4. ODI  |

## Kaderlisten
Die folgenden Kader wurden von den Mannschaften benannt.
| Test | Test | ODI | ODI |
| Indien | Neuseeland | Indien | Neuseeland |
| --- | --- | --- | --- |
| - Mohammad Azharuddin - Rajesh Chauhan - Narendra Hirwani - Ajay Jadeja - Vinod Kambli - Aashish Kapoor - Anil Kumble - Sanjay Manjrekar - Nayan Mongia - M Prabhakar - Venkatapathy Raju - Navjot Sidhu - Javagal Srinath - Sachin Tendulkar | - Chris Cairns - Martin Crowe - Stephen Fleming - Lee Germon - Mark Greatbatch - Matthew Hart - Mark Haslam - Danny Morrison - Dion Nash - Adam Parore - Shane Thomson - Roger Twose - Bryan Young | - Mohammad Azharuddin - Utpal Chatterjee - Ajay Jadeja - Vinod Kambli - Aashish Kapoor - Anil Kumble - Sanjay Manjrekar - Nayan Mongia - Manoj Prabhakar - Venkatesh Prasad - Navjot Sidhu - Javagal Srinath - Sachin Tendulkar | - Nathan Astle - Chris Cairns - Martin Crowe - Simon Doull - Stephen Fleming - Lee Germon - Mark Greatbatch - Gavin Larsen - Danny Morrison - Dion Nash - Adam Parore - Shane Thomson - Roger Twose |

## Tests

### Erster Test in Bangalore
| 18. – 20. Oktober Scorecard | Bangalore | Neuseeland 145 (65) & 233 (73.2) | – | Indien 228 (70.4) & 151-2 (40.5) |
|                             |           | Indien gewinnt mit 8 Wickets     |   |                                  |

### Zweiter Test in Chennai
| 25. – 29. Oktober Scorecard | Chennai | Indien 144-2 (71.1) | – | Neuseeland |
|                             |         | Remis               |   |            |

### Dritter Test in Cuttack
| 8. – 12. November Scorecard | Cuttack | Indien 296-8 (89.5) | – | Neuseeland 175-8 (88) |
|                             |         | Remis               |   |                       |

## One-Day Internationals

### Erstes ODI in Jamshedpur
| 15. November Scorecard | Jamshedpur | Indien 236 (49.1)                | – | Neuseeland 237-2 (46.5) |
|                        |            | Neuseeland gewinnt mit 8 Wickets |   |                         |

### Zweites ODI in Amritsar
| 18. November Scorecard | Amritsar | Neuseeland 145 (44.1)        | – | Indien 146-4 (43.4) |
|                        |          | Indien gewinnt mit 6 Wickets |   |                     |

### Drittes ODI in Margao
| 21. November Scorecard | Margao | Indien         | – | Neuseeland |
|                        |        | Spiel abgesagt |   |            |

### Viertes ODI in Pune
| 24. November Scorecard | Pune | Neuseeland 235-6 (50)        | – | Indien 236-5 (45.5) |
|                        |      | Indien gewinnt mit 5 Wickets |   |                     |

### Fünftes ODI in Nagpur
| 26. November Scorecard | Nagpur | Neuseeland 348-8 (50)          | – | Indien 249 (39.3) |
|                        |        | Neuseeland gewinnt mit 99 Runs |   |                   |

Während der Mittagspause brach eine Mauer an einer Tribüne ein. In dessen Folge starben neun Menschen.

### Sechstes ODI in Mumbai
| 29. November Scorecard | Mumbai (BS) | Neuseeland 126 (35)          | – | Indien 128-4 (32) |
|                        |             | Indien gewinnt mit 6 Wickets |   |                   |